# Saved (album)

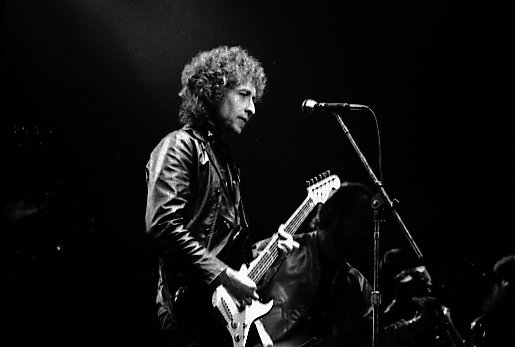

Saved è il ventesimo album in studio di Bob Dylan, pubblicato nel giugno del 1980.

## Descrizione
Saved è il secondo album di Dylan pubblicato dopo la sua conversione alla religione cristiana, (dopo il buon successo di Slow Train Coming nel 1979), e rappresenta il cuore, il capitolo centrale e più ortodosso della sua cosiddetta "trilogia religiosa". Ogni canzone dell'album riguarda la sua forte fede personale in Dio e presenta significative influenze gospel; al contrario del suo predecessore, molte critiche colpirono Saved per le sue canzoni dogmatiche e per gli arrangiamenti ritenuti troppo ampollosi. Mentre nel Regno Unito il disco ottenne un buon numero 3 in classifica, negli Stati Uniti raggiunse soltanto la posizione numero 24 durante una breve permanenza in classifica e non divenne mai disco d'oro.

## Produzione
Le sessioni di registrazione di Saved si svolsero nei Muscle Shoals Sound Studio di Sheffield (Alabama) durante il mese di febbraio del 1980. Con la produzione di Jerry Wexler e Barry Beckett, già presenti in Slow Train Coming, Dylan mise insieme un gruppo costituito dal chitarrista Fred Tackett, dal tastierista Spooner Oldham, dal pianista Terry Young, dal bassista Tim Drummond e dal batterísta Jim Keltner. L'11 febbraio, durante la prima seduta, la band provò svariate versioni del brano Covenant Woman che però furono scartate. Il giorno seguente, Dylan incise Solid Rock, Saved, What Can I Do For You? e A Satisfied Mind, che finirono tutte sull'album. Le canzoni vedevano tutte la presenza delle coriste Clydie King, Regina Havis e Mona Lisa Young.
Le sessioni di Saved si svolsero senza particolari intoppi o ritardi, e l'album venne approntato rapidamente. Altre due canzoni, Saving Grace e Pressing On, erano state registrate il 13 febbraio, mentre il giorno successivo, nella quarta sessione per il disco, Dylan volle incidere i nastri master di In The Garden e Are You Ready? La quinta ed ultima seduta venne dedicata al rifacimento di Covenant Woman.

## Copertina
La copertina di Saved originariamente rappresentava un dipinto di Tony Wright raffigurante la mano di Dio che scendeva dal cielo per toccare le mani dei suoi fedeli. Tuttavia, questa copertina fu in seguito sostituita da un dipinto di Dylan sul palco durante un'esibizione, allo scopo di minimizzare la natura apertamente religiosa della copertina originale, che è comunque ricomparsa in alcune pubblicazioni successive e per l'edizione in CD dell'album.
Una citazione all'interno recita, «Verrà il giorno, disse il Signore, in cui creerò una nuova alleanza con la casata di Israele, e con la casata di Giuda (Geremia 31:31)».

## Accoglienza
| Recensione           | Giudizio |
| -------------------- | -------- |
| AllMusic             | [ 1 ]    |
| Robert Christgau     | C+       |
| Rolling Stone        | [ 3 ]    |
| Entertainment Weekly | C-       |
| Piero Scaruffi       | [ 5 ]    |
| Ondarock             | [ 6 ]    |

All'epoca della sua pubblicazione, Saved ricevette recensioni generalmente negative da parte della stampa musicale. Stephen Thomas Erlewine di AllMusic scrive: «Se Saved servì a qualcosa, fu provare che il cristianesimo rinato di Slow Train Coming non era una moda passeggera, e che, al contrario, significava qualcosa di molto importante per Dylan. Che significasse qualcosa di importante anche per il suo pubblico era però un'altra cosa, ed è qui che la religione mette in ombra la sua musica, trasformando l'album in un sermone reazionario ad un pubblico che certamente non viene convertito, né lo sarà mai. E se in Slow Train Coming Dylan ebbe un picco creativo supportato da composizioni di buon livello e da una band flessibile, qui produce canzoni di routine con la conseguenza di pubblicare un disco scialbo e piatto rispetto al precedente». In modo simile, Robert Christgau scrisse sul Village Voice: «Nel caso ve lo stiate chiedendo, Slow Train Coming non era l'album di Jerry Wexler o del vecchio R. Zimmerman, o di Gesù. Era l'album di Mark Knopfler. In ogni caso, il primo barlume di fede è il più profondo». In una critica più favorevole, Kurt Loder della rivista Rolling Stone commentò: «L'unico miracolo qui che vale la pena di vedere è il trionfo artistico di Dylan sopra il dogma professato. Musicalmente, Saved potrebbe essere il suo album migliore sin da Desire, tuttavia, non è buono come avrebbe potuto essere. Dylan non ha molte possibilità di riuscire a convertire qualcuno».
Rivelatosi un fallimento commerciale, Saved ebbe uno dei piazzamenti peggiori per un disco di Dylan negli Stati Uniti (24º posto nella classifica Billboard 200), ottenendo il risultato più negativo sin dai tempi di Another Side of Bob Dylan del 1964. Inoltre, le vendite furono inferiori a quelle dei lavori precedenti, e Saved divenne il primo album in studio del musicista - oltre al suo omonimo album di debutto, a non essere certificato dalla RIAA. I singoli estratti dal disco, Solid Rock e la title track Saved, patirono la medesima sorte non entrando nemmeno nella Billboard Hot 100. Nonostante tutto, Saved ottenne migliori risultati nel Regno Unito, dove si piazzò al terzo posto nella Official Albums Chart e venne certificato disco di platino dalla BPI con vendite superiori alle 60,000 copie. L'album entrò nella top 10 di altri Paesi europei quali Norvegia e Svezia, dove si piazzò rispettivamente al quinto ed al nono posto in classifica.

## Tracce
Lato 1
Testi e musiche di Bob Dylan.
1. A Satisfied Mind – 1:57 (Red Hayes, Jack Rhodes)
2. Saved – 4:00 (Tim Drummond, Dylan)
3. Covenant Woman – 6:02
4. What Can I Do for You? – 5:54
5. Solid Rock – 3:55

Lato 2
Testi e musiche di Bob Dylan.
1. Pressing On – 5:11
2. In the Garden – 5:58
3. Saving Grace – 5:01
4. Are You Ready? – 4:41

## Formazione
- Bob Dylan – chitarra, armonica, tastiere, voce
- Barry Beckett – produttore
- Carolyn Dennis – cori
- Tim Drummond – basso
- Gregg Hamm – ingegnere
- Bobby Hata – mastering
- Regina Havis – cori
- Jim Keltner – batteria
- Clydie King – cori
- Mary Beth McLemore – Assistente ingegnere
- Spooner Oldham – tastiere
- Arthur Rosato – Fotografia
- Fred Tackett – chitarra
- Jerry Wexler – produttore
- Paul Wexler – Supervisore Mastering
- Tony Wright – Copertina
- Monalisa Young – cori
- Terry Young – tastiere, cori